# Кайзер, Николас
Николас «Ник» Кайзер (Nicholas «Nick» Kaiser; 15 сентября 1954, Натсфорд, Чешир — 13 июня 2023[…], VII округ Парижа) — британский космолог. Член Лондонского королевского общества (2008), астроном Institute for Astronomy Гавайского университета и главный исследователь Pan-STARRS, профессор парижской Высшей нормальной школы. Лауреат премии Грубера (2019).
Окончил Лидский университет (бакалавр физики, 1978) и кембриджский курс Part III of the Mathematical Tripos (1979). Там же в Кембридже в 1982 году получил степень доктора философии по астрономии под началом профессора М. Дж. Риса.
В 1983—1988 годах являлся постдоком и фелло Калифорнийского и Кембриджского университетов. С 1988 по 1997 год профессор Канадского института теоретической астрофизики Торонтского университета.

## Награды
- Премия Хелены Уорнер Американского астрономического общества (1989)
- Herzberg Medal Канадской ассоциации физиков (1993)
- Rutherford Memorial Medal[англ.] по физике Королевского общества Канады (1997)
- Regents Medal for Excellence in Research Гавайского университета (2014)
- Золотая медаль Королевского астрономического общества (2017), его высшая награда
- Премия Грубера по космологии (2019, совместно с Дж. Силком)[6]